# USA USA 94
USA USA 94 è il 26° album discografico di Brigantony, pubblicato nel 1994.

## Tracce
1. L'Italia di oggi – 3:10
2. 'A minchia 'o suli – 3:52
3. L'aeroplano (Scenetta) – 9:00
4. Tassi sempri tassi – 3:16
5. Soft – 2:53
6. Tarantella ccu Cammelu (Scenetta) – 3:11
7. O.P.A. (Scenetta) – 4:17
8. Tarantella liscia (Scenetta) – 2:55